# Ичалки (Нижегородская область)
Ича́лки — село в Перевозском районе Нижегородской области, административный центр Ичалковского сельсовета Перевозского муниципального района.
Расположено в 18 км к югу от районного центра — города Перевоз, на берегах реки Пьяны.

## Название и история
По преданию, поселение основано после похода Ивана Грозного на Казань оказавшим ему помощь мордвином Ичалом (эрз. Ицало).

## Достопримечательности
Вблизи села располагается Ичалковский заказник с уникальными природными сообществами и карстовыми пещерами.

## Экономика
- ООО «Ичалковский каменно-щебёночный карьер»[6] — добыча щебня и доломита;
- Ичалковская ГЭС (на реке Пьяна, 600 тысяч кВт·ч/год).